# Comuna Pîșne, Dolînska
Pîșne (în ucraineană Пишне) este o comună în raionul Dolînska, regiunea Kirovohrad, Ucraina, formată din satele Cervone și Pîșne (reședința).

## Demografie
Componența lingvistică a comunei Pîșne
     Ucraineană (91,96%)
     Rusă (8,04%)
Conform recensământului din 2001, majoritatea populației comunei Pîșne era vorbitoare de ucraineană (91,96%), existând în minoritate și vorbitori de rusă (8,04%).